# Cigoli (San Miniato)

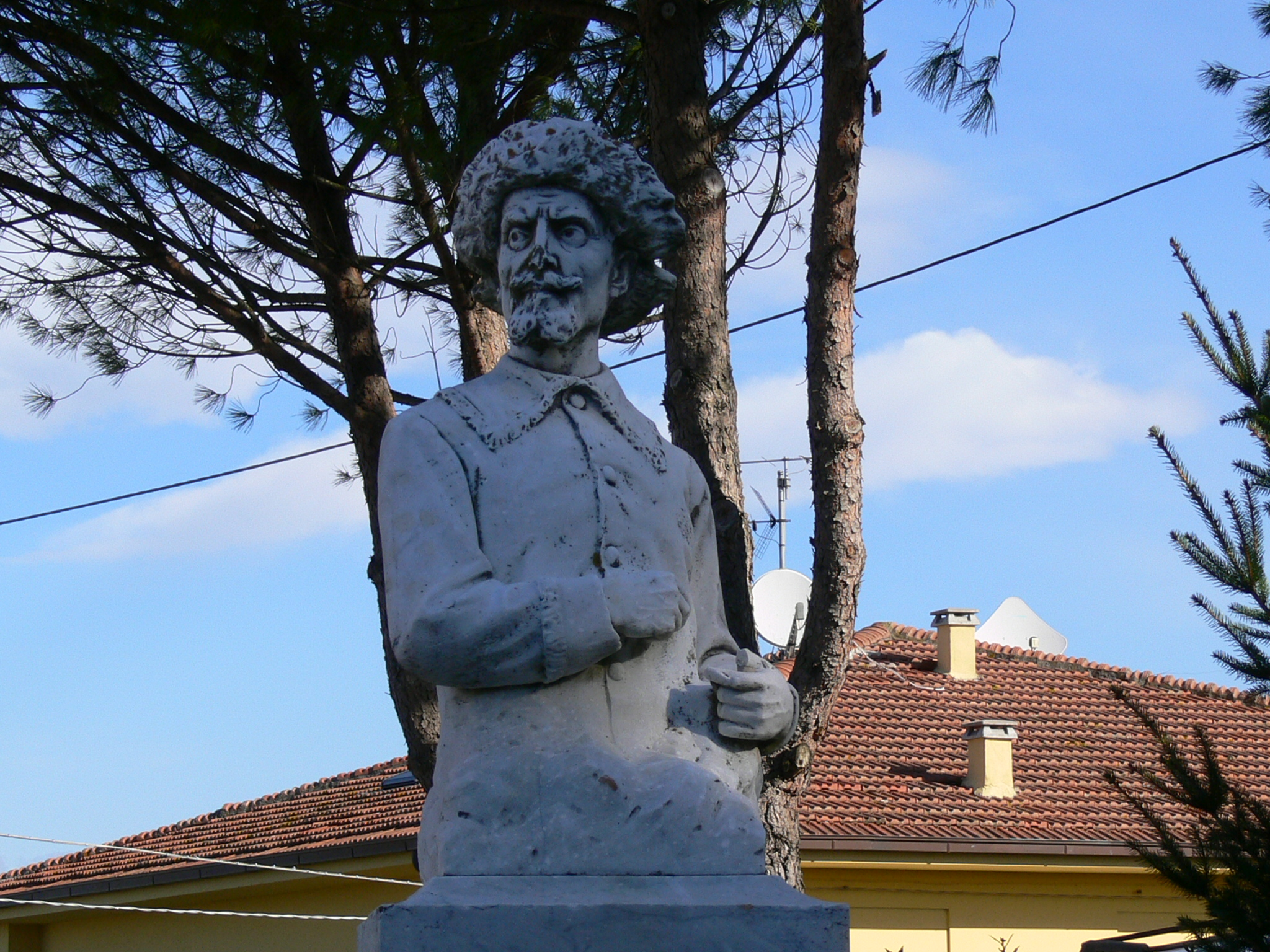
Monumento a Lodovico Cardi

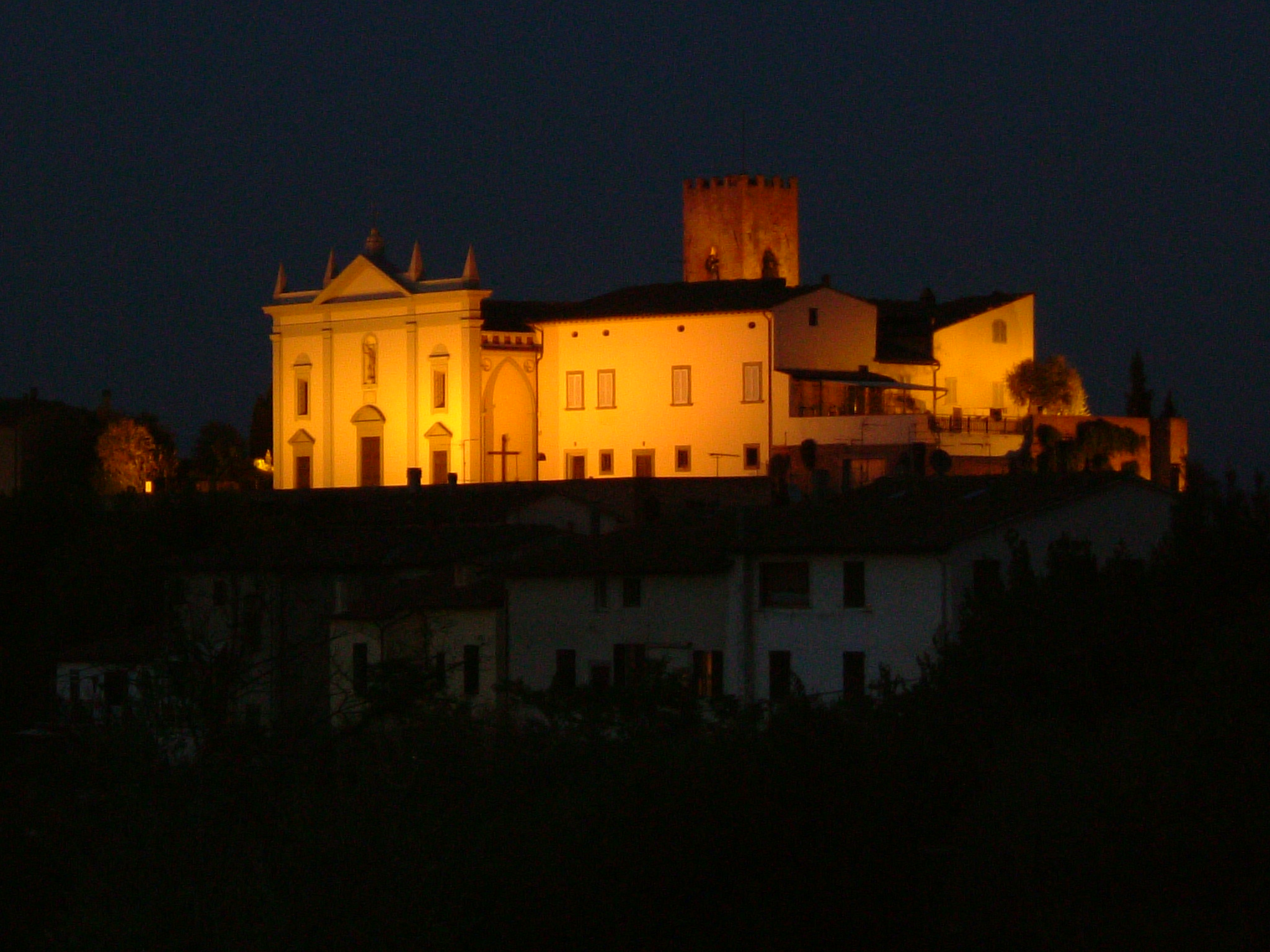
Il santuario della Madonna dei Bambini

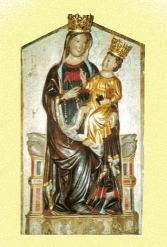
La Madonna Madre dei Bambini

Cigoli è una frazione del comune italiano di San Miniato, nella provincia di Pisa, in Toscana.
Trae le sue antiche origini dal "Castrum de Ceulis", antico castello medioevale appartenente al distretto di San Miniato, attestate da alcuni diplomi lucchesi (diocesi dalla quale Cigoli è dipesa fino al 1622, per poi essere annesso a quella di San Miniato) risalenti al 1073.
Fonti provenienti dallo stesso archivio arcivescovile attestano la presenza dell'importante fortilizio di "Ceule" nel 1191, divenuto poi libero comune e destinato al controllo della media valle dell'Arno fino al 1724, anno in cui venne annesso a quello di San Miniato al Tedesco.
È stato oggetto di aspre battaglie di conquista tra pisani e fiorentini per diversi secoli. Cigoli è inoltre storicamente importante per aver dato i natali al famoso pittore e architetto Lodovico Cardi che per tal motivo ottenne lo pseudonimo de Il Cigoli e per essere la sede di uno fra i più importanti e venerati santuari della Toscana, il Santuario della Madonna Madre dei Bambini. Inoltre a Cigoli nacque anche il duca di Milano Francesco Sforza.

## Geografia fisica
Il nucleo storico del borgo si estende su un colle dominante la piana dell'Arno, a 114 m s.l.m., con un impianto urbanistico medioevale intatto. L'abitato si sviluppa lungo le tre strade comunali contigue di via Giuseppe Gori, via Fiume e via Francesco Sforza.
La posizione è particolarmente strategica per il controllo dei principali assi viari e fluviali della zona, dalla via Francigena alla via Pisana, e dall'Arno all'Egola. Tutti i lati del colle sono dominati dalle terre agricole utilizzate prevalentemente, oggi come secoli fa, nella coltivazione della vite e dell'olivo. Inoltre le colline cigolesi fanno parte del comprensorio tartufigeno del tartufo bianco delle colline sanminiatesi.
- Classificazione sismica: zona 2 (sismicità medio-alta)[5].
- Classificazione climatica: zona D[6]
- Diffusività atmosferica: alta[7]

## Storia

### Le origini
Il borgo di Cigoli trae le sue origini dal vicino villaggio di Fabbrica di Cigoli, il quale, a causa della mancanza di documenti ufficiali, si presume fosse posto presso una piccola collina a sinistra della strada che conduce a Pisa, a pochi metri dall'attuale Cigoli, in una località detta ancora oggi Pieve vecchia dove sorse, nel XVI secolo, una villa di proprietà prima della nobile famiglia Pesciolini di Pisa, poi dei Baroni Sonnino, e che porta tuttora il nome di Castelvecchio.
Il villaggio di Fabbrica di Cigoli e la sua pieve dei SS. Giovanni Battista e Saturnino, vengono citati in tre antiche pergamene dei secoli VIII e IX, appartenenti alla diocesi di Lucca, dalla quale dipendeva tutto il territorio nei dintorni di San Miniato. La prima, risalente al 770 è relativa alla conferma di una donazione che alcuni anni prima il prete Liutprando, figlio di Pertulo da Fabbrica, aveva fatto alla Chiesa di S. Dalmazio, da parte del Vescovo di Lucca Peredeo.
La seconda risalente all'anno 859, contiene l'atto di locazione di una casa colonica sita in Fabbrica di Cigoli, di proprietà del pisano Donato Ebreo.
Al 907 risale la terza pergamena, attestante la costituzione da parte di Pietro II Vescovo di Lucca del prelato Domenico come pievano dei SS. Giovanni Battista e Saturnino “in loco et finibus Fabricae”.
La pieve di Fabbrica era situata nella piana del torrente Egola, nell'attuale via San Giovanni Battista, in località Molino d'Egola, e ancora oggi è possibile scorgere alcuni resti delle vecchie mura in pietra all'interno di una abitazione, le quali si ritengono appartenenti all'antica torre campanaria.

### Dal X al XIII secolo
Il "Castrum de Caulis", o "Ciculum", nei primi anni del 1000 d.c., era un castello fortificato che dominava la media valle del fiume Arno,
“Il Castelvecchio di Cigoli siede sopra una collina marnosa che propagasi a ponente di quelle di San Miniato, a cavaliere della strada regia postale Livornese, noto per essere stato la patria ed aver dato il soprannome da Cigoli al celebre pittore Ludovico Cardi”.
Le prime notizie riguardo al castello di Cigoli sono contenute all'interno di alcuni Diplomi Lucchesi, riguardanti l'attività di due giureconsulti, Fulgardo e Rodulfo da Leporaja (odierna Ponte a Egola) notari e giudici ordinari delle cause, che già nel 1073 assistevano alla corte della contessa Matilde, marchesa di Toscana ed erano nativi di Cigoli.
Altre notizie risalgono al 1191 e sono relative ad un documento rogato a Lucca sui castelli minori del territorio sanminiatese: Stibbio, Leporaja e ed anche "Ceule". A Cigoli, nome con il quale oggi è denominato il borgo, si è arrivati progressivamente, partendo dall'arcaico "Ceuli" o de "Ceulis" passando, in seguito ad uno sviluppo della lingua e delle sue inflessioni locali, al “Civoli” fiorentino, o al più aperto "Cevoli" pisano. Fino al XV secolo col termine “Cevoli” veniva indicato il paese Cevoli di S. Michele della pieve di Fabbrica, che si distingueva dall'omonimo Cevoli di San Pietro della pieve di Sovigliana (sempre nel territorio appartenente alla diocesi di Lucca) soltanto per la denominazione della sua chiesa. Il termine “Cigoli” apparirà definitivamente per la prima volta nel 1466 in un documento lucchese riguardante il resoconto di una visita pastorale da parte del Vescovo.
Cigoli subirà un radicale cambiamento, da piccolo castello nel XII secolo, diverrà successivamente un fortilizio importante, molto ambito tra pisani e fiorentini per la sua posizione di dominazione su tutta la media valle dell'Arno. Ancora oggi il borgo mantiene intatte le mura di difesa del castello.
Alla stessa epoca risale la chiesa interna al castello, intitolata a San Michele Arcangelo, la quale viene citata nella bolla di Papa Celestino III del 1194, indirizzata al preposto del borgo di S. Genesio a Vico Vallari (l'odierna vicina località La Scala), e contenente l'elencazione di tutte le chiese sottoposte alla pieve dei SS. Giovanni Battista e Saturnino (pieve di particolare importanza visto che risultava essere una tra le più antiche della diocesi di Lucca), a Fabbrica di Cigoli, dalla quale dipendevano molte altre parrocchie della bassa val d'Egola.
Dall'estimo diocesano lucchese compilato nel 1260, risultava che il piviere della Fabbrica di Cigoli abbracciava ben diciotto chiese suffraganee: oltre alle varie S. Lucia a Montebicchieri, S. Bartolomeo a Stibbio, S. Michele nel Castello di Cigoli, S. Pietro a Vinozzo, S. Salvatore in Piaggia, S. Michele a Mugnano, S. Donato a Mugnano, S. Pietro a Gozzano o Nozzano, SS. Romano e Matteo a S. Romano, SS. Stefano e Lucia a Scoccolino, S. Jacopo a Villa S. Albino, S. Pietro a Montalto, S. Maria Maddalena a Puticciano, S. Maria a Soffiano, S. Martino a Ventignano, S. Maria della Neve e Fibbiastri, la chiesa del Monastero di S. Gonda[8], erano presenti anche le due chiese di Cigoli, quella del Castello intitolata a San Michele S. Michaelis de castro de Ceuli e S. Andrea in Bacoli, S. Andree de Bacula, le quali, insieme alle vicine pievi di Montebicchieri, Stibbio, Scoccolino, Fibbiastri, erano chiese parrocchiali.
Sempre allo stesso periodo risalgono le prime notizie riguardanti la Badia di S. Gonda o "Gioconda" del Castello di Cigoli. Era una piccola Badia sede di una comunità di monaci Camaldolesi nella quale era presente anche un piccolo ospedale, e posizionata sulla strada principale per Pisa alla destra del rio di Bacoli, sotto il colle di Cigoli, nella cui parrocchia è compresa. Appare citata in alcuni documenti del XIII secolo tra i quali anche una Bolla del 1258 del Pontefice Alessandro IV attraverso la quale venivano concessi amplissimi privilegi all'ordine Camaldolese.

### Dal XIV al XIX secolo
Come tutti i castelli posti sulla valle dell'Arno, anche Cigoli, appartenente all'allora potesteria di San Miniato, ed entrambe di parte guelfa, fu teatro delle cruente battaglie tra i fiorentini, guelfi, e i pisani, irremovibili ghibellini.
Dal Diario di Ser Giovanni di Lemmo da Comignoli, notaro dei Priori di San Miniato si evince che i pisani conquistarono una prima volta Cigoli nel settembre 1313, ma subito dopo abbandonarono il Castello che ritornò in mano ai sanminiatesi.
Nel febbraio 1315 a Napoli, alla presenza di Re Roberto, fu stipulata la pace fra i sindaci di Pisa, Firenze, Siena e Lucca, che però ebbe breve durata a causa della clausola secondo la quale fossero restituiti ai sanminiatesi tutti quei castelli e terre che già possedevano prima dell'arrivo dell'imperatore Enrico VII.

#### La dominazione pisana
Successivamente, nel febbraio del 1316 i pisani, dopo aver saccheggiato molte abitazioni a Cigoli e quasi tutti i paesi fino ad Empoli, nel tornare a Pisa furono assaliti e sconfitti dai sanminiatesi e dai cigolesi nella piana sotto S. Lucia a Scoccolino (l'odierna San Miniato Basso). Ma nell'aprile del 1316 Uguccione partì da Pisa con un esercito di quattromilacinquecento soldati conquistando con facilità i principali castelli del valdarno inferiore: la torre di S. Romano, Stibbio, Poggio Rosso e Montalto. Cigoli riuscì a resistere fino al 29 aprile 1316 quando si arrese subendo il controllo diretto dei pisani, i quali vi posero come castellano, con l'autorità di Uguccione della Faggiola, il Barone de' Rustici.
Costui, nel 1317, arrivò a conquistare tutti i territori limitrofi fino al Monastero di Santa Chiara in San Miniato, ma i sanminiatesi e i cigolesi, rifugiati ormai da tempo in quelle zone, uscirono a combatterlo con un così grande impeto, che riportarono una netta vittoria.

#### La conquista sanminiatese
La debolezza del castellano cigolese convinse i sanminiatesi a riconquistare il Castello di Cigoli, e proprio il giorno del 21 del luglio 1317 fu messo sotto assedio e riconquistato senza alcuno spargimento di sangue. Per questo motivo la vicenda venne considerata miracolosa, tanto da venire attribuito all'intercessione della Madonna. Questo fu l'episodio che diede inizio della devozione popolare verso l'immagine sacra della Vergine di Cigoli, e per questo, da quel giorno, in gran numero si recarono ad omaggiarla nell'oratorio del castello (l'odierna chiesa di S. Rocco, dove allora era custodita); come atto di riconoscenza nei suoi confronti, i sanminiatesi lasciarono liberi tutti i ghibellini del comune che avevano fatto prigionieri.

#### Cigoli libero comune
Il Castello di Cigoli rimase aggregato al Comune di San Miniato fino al 1370, anno in cui la Repubblica di Firenze lo conquistò, e lo dichiarò libero Comune a seguito dei patti e le convenzioni stipulate fra la Repubblica fiorentina e la città di San Miniato.
Fu così che la Repubblica fiorentina inviò a Cigoli un podestà, che lì doveva risiedere, e da quel momento furono assoggettati a tale amministrazione e giurisdizione anche i castelli di Montebicchieri e Stibbio e il villaggio di Leporaja.

#### L'annessione a San Miniato
Il castello di Cigoli rimase comune autonomo fino ai tempi di Pietro Leopoldo I di Lorena, Granduca di Toscana, che nel 1774 fece confluire Cigoli sotto l'amministrazione del comune di San Miniato, il quale però dovette lottare con l'opposizione degli abitanti di Cigoli, che capeggiati dal parroco e dai possidenti locali cercarono, inutilmente, di mantenere la loro indipendenza. Successivamente l'annessione a San Miniato, a Cigoli rimase una supremazia territoriale molto influente, soprattutto nel ruolo rivestito dalla parrocchia, che si estendeva su un ampio territorio compreso tra l´Egola e all´Arno e che comprendeva parte delle attuali frazioni di La Catena, Ponte a Egola, San Donato (Romaiano) e San Romano. Tale situazione rimase inalterata fino alla creazione della nuova parrocchia di Ponte a Egola nel 1875, che suscitò non poche polemiche tra queste popolazioni.

### La seconda guerra mondiale e la lotta partigiana
Cigoli fu importante per l'attività partigiana sorta durante la seconda guerra mondiale, attraverso la quale divenne uno tra i più importanti centri, del vald'arno inferiore, di aggregazione antifascista, tanto da esserle riconosciuta la regia della resistenza lungo tutta la valle dell'Arno. La figura preponderante fu sicuramente il cigolese Giuseppe Gori. Di origini umili, si guadagnava da vivere con la sua piccola attività di calzolaio. Si distinse per avere osteggiato il regime durante il ventennio e durante gli anni della guerra credendo fermamente nei valori di libertà, uguaglianza e giustizia sociale, tanto da essere arrestato nel 1938 e condannato come oppositore politico dal Tribunale Speciale Fascista a 25 anni di carcere, da scontare a Portolongone, e nel quale contrasse la tubercolosi. Una volta liberato nel 1943, tornò attivamente nella lotta partigiana fino al 1945, anno in cui, a soli 31 anni, morì.

### Gli anni del dopoguerra
Come nella maggior parte dei centri cittadini italiani, anche Cigoli risentì, negli anni immediati al secondo dopoguerra, delle conseguenze legate alla forte instabilità politica della compagine italiana, e fu vittima di innumerevoli vicende legate al terrorismo.
Il più significativo fu l'attentato del 23 luglio 1946, dove, all'età di 13 anni, perse la vita la piccola Maria Rosa Valori.
L'attentatore gettò dal piazzale della chiesa un ordigno rudimentale, quando molte persone erano poco sotto riunite per distrarsi al fresco, in via Fiume. In un primo momento furono accusati i militanti del partito comunista cigolese, in primo luogo Amelio Grossi, che venne arrestato, insieme a Nello Matteoli ed infine anche Eusebio Franceschi. Molti furono i testimoni ascoltati dai carabinieri, ma poi gli imputati furono tutti scarcerati.
Successivamente ci fu una ferma presa di posizione da parte del Comune di San Miniato che accusò elementi monarchico-fascisti di aver organizzato questo attentato contro civili inermi. Il movente, i mandanti e gli autori della strage sono ancora oggi sconosciuti, tanto da essere oggetto di continue discussioni e dibattiti.

### Cigoli oggi
Ancora oggi Cigoli vive secondo la sua storia, e i luoghi propositivi delle iniziative che la animano rimangono il Santuario e le diverse associazioni culturali e sportive presenti. Qui fa capo l'associazione Giuseppe Gori, che si occupa della realizzazione degli eventi di promozione e valorizzazione delle ricchezze enogastronomiche del territorio cigolese; il Comitato Gori, che invece ha come scopo quello di promuovere iniziative storico-culturali legate alle radici e agli eventi che hanno contraddistinto il borgo di Cigoli in passato; il consiglio Pastorale del Santuario, che si occupa dei festeggiamenti in onore della Madonna dei Bambini dal 13 al 21 luglio e del 6,7 e 8 dicembre e delle varie attività annuali riguardanti il Santuario della Madre dei Bimbi; il gruppo parrocchiale dei Giovani Presepisti, che cura la realizzazione e la promozione del famoso presepe artistico di Cigoli; il gruppo Scout parrocchiale, che ha come scopo quello di organizzare eventi ludico-ricreativi che coinvolgono prevalentemente i bambini e i ragazzi della parrocchia di Cigoli e l'associazione dilettantistica polisportiva Oriberto Rosselli, la squadra di calcio che milita nel campionato dilettantistico toscano.

## Monumenti e luoghi d'interesse

### Il santuario della Madonna Madre dei Bambini
Il monumento più importante presente a Cigoli è sicuramente il santuario della Madonna Madre dei Bambini o Madre dei Bimbi, noto anche come antica pieve di San Giovanni Battista, è un santuario mariano situato nel punto più alto della collina sulla quale sorge il borgo di Cigoli e appartenente alla diocesi di San Miniato.
Nella seconda metà del XIII secolo si stabilì a Cigoli una comunità di frati Umiliati che scelse il punto dove già sorgeva la chiesa del castello dedicata a San Michele. L'edificio è stato ampliato nel corso del XVI secolo e dell'originale costruzione gotica rimane parte dell'abside poligonale e il campanile trecentesco, mentre la facciata è del XIX secolo. All'interno sono visibili tracce di affreschi quattrocenteschi di scuola fiorentina e un tabernacolo gotico opera di Neri di Fioravante, del 1381. Entro il tabernacolo si conserva un altorilievo in legno policromo raffigurante la Madonna del Rosario (inizi del XIV secolo) successivamente denominata "Madre dei bimbi", per i miracoli ad essa riconosciuti.

### Chiesa di San Rocco
A pochi metri dal santuario, nella parte centrale del borgo, è presente una seconda chiesa intitolata a San Rocco, le cui origini risalgono al XII secolo. L'importanza di questo monumento risiede nel fatto che per molti anni, almeno fino all'arrivo dei frati Umiliati (1335), è stata la sede l'immagine della miracolosa Madonna del Santissimo Rosario (poi Madre dei Bambini), sotto la custodia della Confraternita della Vergine, una compagnia laicale composta dai cittadini cigolesi proprietaria della stessa immagine. Dopo la traslazione della Madonna nel santuario, la chiesa di San rocco rimase come sede della confraternita della Vergine e di quella dei Battuti, le quali avevano il compito rispettivamente di custodire la sacra immagine e di assolvere alle opere di pietà e di assistenza verso gli abitanti di Cigoli.
A partire dalla seconda metà del '500 la Chiesa di San Rocco è stata da sempre luogo di devozione della famiglia Cardi. Gli eredi del Cigoli contribuirono in più occasioni al suo mantenimento.

### Mura del castello di Cigoli
Un altro importante monumento presente ancora oggi a Cigoli, sono le antiche e imponenti mura del castello, che contornano il sagrato del santuario. Realizzate in laterizio romano, sono costituite da ampie arcate disposte lungo il perimetro e terminano in corrispondenza della grande scalinata di accesso alla chiesa.

### Villa Castelvecchio oggi villa Sonnino
Villa Sonnino, nota anche come villa Castelvecchio, si trova a mezza costa su un piccolo colle lungo la strada di ingresso al borgo di Cigoli. Fu edificata nel Cinquecento dalla famiglia dei Grifoni, su un preesistente fortilizio trecentesco. Completamente ristrutturata ed ampliata da Cosimo di Jacopo Grifoni, nel 1703 divennero proprietari i Venerosi Pesciolini, successivamente al matrimonio di Margherita Luisa Grifoni. Nel 1880 seconda la villa fu acquistata dai Sonnino, famiglia di origine ebraica iscritta all'albo dei nobili, che aveva accumulato ricchezze grazie alla loro attività di commercianti. Umberto I di Savoia, re d'Italia, concesse a questa famiglia, alla quale appartenne il deputato (1880-1919) e ministro delle finanze, Sidney Sonnino, il titolo di barone. Giorgio Sonnino entrò in possesso della villa alla fine dell'Ottocento. Dopo il matrimonio tra sua figlia ed il duca Vincenzo di Somma, passò in mano a questa famiglia che ne fu proprietaria fino al secondo dopoguerra.
È stato inoltre luogo di incontro tra illustri artisti ed esponenti della cultura, tra i più famosi i fiorentini Carlo Marcellini, artista della cultura tardo barocca, e l'architetto Antonio Maria Ferri, i quali hanno lavorato in più riprese nelle varie ristrutturazioni e abbellimenti della villa. Oggi è la sede di un albergo, ristorante e centro congressi. Nel bosco della villa è presente un parco a tema dedicato al tartufo. È visitabile gratuitamente su richiesta.

## Cultura

### Eventi
- Il principale evento dell'anno sono i festeggiamenti annuali in onore della Madonna Madre dei Bambini, che si svolgono dal 13 al 21 luglio, e che ogni giorno vedono accorrere al Santuario molti pellegrinaggi da diverse zone della Toscana.
- Un altro evento importante è il presepe artistico di Cigoli, che ogni anno, dal 7 dicembre alla domenica successiva all'Epifania, attira oltre 30.000 visitatori da tutte le parti d'Italia e dall'estero.
- Le festività annuali del 6, 7 e 8 dicembre, che commemorano i particolari avvenimenti legati al furto e alla restituzione della sacra immagine della Madonna dei Bambini avvenuta il 6 dicembre 1986.
- La Mostra Mercato del Tartufo Marzuolo di Cigoli, che viene effettuata il terzo fine settimana di marzo.

## Geografia antropica
Cigoli molti toponimi e piccoli rioni storici. Questi sono stati attribuiti storicamente dai borghigiani e sono legati ad elementi caratteristici del luogo.
- Case nuove
- Castelluccio
- Castelvecchio
- Da parte di là
- Il borgo
- Il davanti
- L'arco
- Le Barlacchie
- Macinandola
- Piazzale
- Piazzetta

## Infrastrutture e trasporti

### Strade
I collegamenti stradali principali sono rappresentati da:
- SGC FI-PI-LI: la strada di grande comunicazione che collega Firenze con Pisa e Livorno;
- Strada statale 67 Tosco Romagnola;

### Ferrovie
I collegamenti ferroviari principali sono rappresentati da:
- Ferrovia Firenze - Pisa: dista 4,3 km dalla stazione di San Miniato-Fucecchio, e 5,8 km dalla stazione di S. Romano-Montopoli-Santa Croce;